# カウエ・サントス・ダ・マッタ
カウエ・サントス・ダ・マッタ（Caue Santos da Mata、1986年5月1日 - ）はブラジル出身のサッカー選手。ポジションはMFで、主にボランチを務める。

## 来歴
ユース時代はセンターバックとして活躍していたが、身長が伸び悩んだこともありボランチへ転向。U-17ブラジル代表に選出されるなど活躍し、2003年にECヴィトーリアに入団。2006年にはキャプテンを務めチームをまとめた。また、サッカー選手として活動しながら大学にも通い理学療法を学ぶなど、学業とサッカーを両立させた。
2007年にコンサドーレ札幌へ期限付き移籍。当初は2007年7月31日までの契約であったが、これまでの活躍が認められ2008年1月31日まで契約が更新された。しかし後半戦、ケガで離脱すると復帰後も出場機会が減少し、J1の選手枠の関係で2008年以降の契約は結ばれないこととなってしまった。
2008年はUSL1部・マイアミFCに所属した。

## 人物
- ポルトガル語の他に英語、フランス語、スペイン語を習得している。札幌入団後は誰よりも熱心に日本語と日本文化の習得に励み、周囲が驚くほどのペースでそれらを習得。日本語も理髪店で1人で髪型を注文できるほどであるという。
- 座右の銘は「元気があれば何でも出来る」で、色紙にもカタカナで「ゲンキガアレバナンデモデキル」と書いている。

## 所属クラブ
- 1998年 - 2007年  ECヴィトーリア
  - 2007年  コンサドーレ札幌（期限付き移籍）
- 2008年  マイアミFC
- 2009年  ECイピタンガ・ダ・バイーア
- 2010年  ECサン・ジョゼ
- 2011年  ポルト・アレグレFC

## 個人成績
| 国内大会個人成績 | 国内大会個人成績 | 国内大会個人成績 | 国内大会個人成績 | 国内大会個人成績 | 国内大会個人成績 | 国内大会個人成績 | 国内大会個人成績 | 国内大会個人成績 | 国内大会個人成績 | 国内大会個人成績 | 国内大会個人成績 |
| 年度             | クラブ           | 背番号           | リーグ           | リーグ戦         | リーグ戦         | リーグ杯         | リーグ杯         | オープン杯       | オープン杯       | 期間通算         | 期間通算         |
| 年度             | クラブ           | 背番号           | リーグ           | 出場             | 得点             | 出場             | 得点             | 出場             | 得点             | 出場             | 得点             |
| ブラジル         | ブラジル         | ブラジル         | ブラジル         | リーグ戦         | リーグ戦         | ブラジル杯       | ブラジル杯       | オープン杯       | オープン杯       | 期間通算         | 期間通算         |
| ---------------- | ---------------- | ---------------- | ---------------- | ---------------- | ---------------- | ---------------- | ---------------- | ---------------- | ---------------- | ---------------- | ---------------- |
| 2003             | ヴィトーリア     |                  |                  |                  |                  |                  |                  |                  |                  |                  |                  |
| 2004             | ヴィトーリア     |                  |                  |                  |                  |                  |                  |                  |                  |                  |                  |
| 2005             | ヴィトーリア     |                  |                  |                  |                  |                  |                  |                  |                  |                  |                  |
| 2006             | ヴィトーリア     |                  |                  |                  |                  |                  |                  |                  |                  |                  |                  |
| 日本             | 日本             | 日本             | 日本             | リーグ戦         | リーグ戦         | リーグ杯         | リーグ杯         | 天皇杯           | 天皇杯           | 期間通算         | 期間通算         |
| 2007             | 札幌             | 17               | J2               | 32               | 2                | -                | -                | 1                | 0                | 33               | 2                |
| 北中米           | 北中米           | 北中米           | 北中米           | リーグ戦         | リーグ戦         | リーグ杯         | リーグ杯         | オープン杯       | オープン杯       | 期間通算         | 期間通算         |
| 2008             | マイアミ         |                  | USL              |                  |                  | -                | -                |                  |                  |                  |                  |
| 通算             | ブラジル         | ブラジル         |                  |                  |                  |                  |                  |                  |                  |                  |                  |
| 通算             | 日本             | 日本             | J2               | 32               | 2                | -                | -                | 1                | 0                | 33               | 2                |
| 総通算           |                  |                  |                  |                  |                  |                  |                  |                  |                  |                  |                  |

- Jリーグ初出場 2007年3月3日 J2 第1節 対京都サンガF.C. （西京極）
- Jリーグ初得点 2007年3月31日 J2 第6節 対セレッソ大阪 （室蘭）

## タイトル
コンサドーレ札幌
- J2リーグ：1回（2007）

## 代表歴
- 2002年 ブラジルU-17代表